# Riverside (condado de Linn)
Riverside es un área no incorporada ubicada en el condado de Linn en el estado estadounidense de Oregón. Riverside se encuentra al oeste de Albany.

## Geografía
Riverside se encuentra ubicado en las coordenadas 46°36′24″N 123°09′27″O / 46.60667, -123.15750.